# Кереге-Ташский аильный округ
Кереге-Ташский аильный округ (аймак) — административная единица в Ак-Суйском районе Иссык-Кульской области Кыргызстана.
Код COATE — 41702 225 818 00 0

## Население
По данным переписи 2022 года, в аильном округе проживало 8 264 человек.

## Известные уроженцы
- Алышбаев, Джумагул Алышбаевич — советский киргизский учёный-экономист. Академик АН Киргизской ССР (1954).
- Бекбоев, Аскарбек Абдыкадырович — киргизский учёный, доктор философских наук, профессор. Заслуженный деятель науки Кыргызстана.
- Джаркимбаев, Абдыш — советский хозяйственный, государственный и политический деятель.

## Административное деление
В состав Кереге-Ташского аильного округа ныне входят населённые пункты:
- Сары-Камыш
- Кайырма-Арык
- Кереге-Таш
- Жергез
- Кара-Кыз

## Примечание
1. ↑  Государственный классификатор система обозначений объектов административно-территориальных и территориальных единиц Кыргызской республики. Архивная копия от 18 марта 2018 на Wayback Machine — Бишкек: Национальный статистический комитет Кыргызской республики, 2017.
2. ↑  Численность населения областей, районов, городов,поселков городского типа, айылных аймаков и айылов (сел) Кыргызской Республики Архивная копия от 10 ноября 2021 на Wayback Machine (на 2022 год).